# Rachel Bootsma
Rachel Bootsma (Mineápolis, 15 de diciembre de 1993) es una nadadora estadounidense que se especializa en Estilo espalda, es una medallista de oro olímpico. Bootsma es un miembro del equipo Olímpico de Estados Unidos 2012 y compitió en el evento de los 100 metros espalda en los Juegos Olímpicos de Londres 2012, llegó hasta las semifinales.

## Carrera
En el Campeonato Nacional del 2010, para los Campeonato de Natación Pan Pacific 2010 y el Campeonato Mundial de Natación 2011, Bootsma obtuvo el tercer lugar en el 100 metros espalda. En los Campeonatos Pan Pacífico de Natación 2010, Bootsma ganó una medalla de bronce en modalidad de Estilo Espalda de 50 metros, empatando con Emily Thomas de Nueva Zelanda y Fabiola Molina de Brasil.
El 20 de noviembre de 2010, Bootsma estableció el récord nacional de la escuela secundaria en Estilo Espalda de 100 yardas con un tiempo de 51.53, superando el récord de Cindy Tran de 51.85 (el récord de Bootsma desde entonces no ha sido superado).  El 16 de octubre de 2011 en los Juegos Panamericanos, ella rompió el récord de los juegos en 100 metros espalda con un tiempo de 1: 00.37. Bootsma, conocida por su velocidad frontal, registró un 29,56 en la salida antes de cerrar la victoria con un 30,81 últimos 50 metros. El récord anterior estaba en manos de Elizabeth Pelton.
Bootsma se graduó en Eden Prairie High School, Minnesota en 2012 Actualmente asiste a la Universidad de California, Berkeley, donde ella nada para California Golden Bears. En 2013, fue campeona nacional de la NCAA en Estilo Espalda de 100 yardas.

## 2012 Juegos Olímpicos de Verano
ver también Juegos Olímpicos de verano 2012
En los ensayos olímpicos de Estados Unidos 2012 en Omaha, Nebraska, en la clasificación de Estados Unidos para los Juegos Olímpicos, Bootsma ganó un lugar en el equipo olímpico de Estados Unidos por primera vez al finalizar segundo detrás de Missy Franklin en 100 metros espalda con un tiempo de 59.49. En las eliminatorias y semifinales, Bootsma registró tiempos de 59.69 y 59.10, colocando detrás de Franklin en ambas ocasiones. colocándose en segundo lugar, que derrotó a su ídolo de la infancia, Natalie Coughlin, que terminó tercero.
En los Juegos Olímpicos de 2012 en Londres, Bootsma registró un tiempo de 1.00.03 en las eliminatorias para 100 metros espalda, terminando en undécima posición de la general y la clasificación para un lugar en las semifinales. Ella luego terminó en el sexto lugar de la semifinal 2 con un tiempo de 1.00.04, al no conseguir un lugar en la final. Bootsma ganó una medalla de oro como miembro del equipo ganador de Estados Unidos en el relevo combinado 4 x 100 metros. Ella nadó la pierna espalda en las carreras preliminares, ayudando al equipo a ganar un lugar en la final.